# Paradoris mulciber
Paradoris mulciber Ev. Marcus, 1971 è un  mollusco nudibranchio della famiglia Discodorididae.